# Commerzbank Tower
Commerzbank Tower je 7. najveći neboder u Europi. Prvi je od 12 najvećih nebodera u Frankfurtu, a isto tako je i najveći neboder u Njemačkoj. Visok je 259 metara i ima 56 katova, a s antenom njegova sveukupna visina je 300 metara. Ovaj neboder je pod vlasništvom Samsung Koreja od 2016. godine u "bankovnom" četvrtu Frankfurta. Bio je najviši neboder u Europi od 1997. pa sve do 2003., nakon čega ga je prestigla Triumph palača u Moskvi. 
Izgradnja ovog nebodera započela je 1994. godine i završena je nakon samo 3 godine 1997. godine, kada je i otvoren.  